# Монофагия
Монофа́гия (от др.-греч. μόνος — «один», и φαγεῖν — «есть, пожирать») — крайняя степень специализации питания у животных за счёт только одного-единственного вида пищи, вид стенофагии. Противопоставляется всеядности.

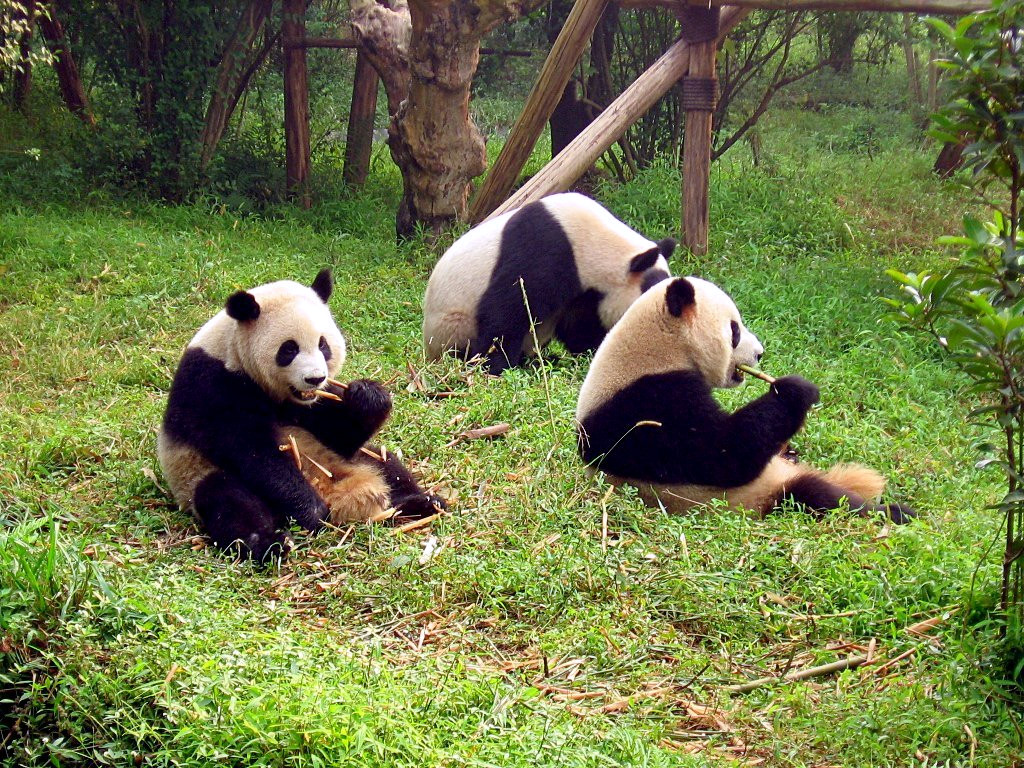
Большая панда питается исключительно молодыми побегами нескольких видов бамбука

Монофагия наблюдается преимущественно в группах с большим числом видов, особенно у насекомых, отдельных видов червей, ракообразных и моллюсков. У позвоночных встречается крайне редко.
Больше распространена среди растительноядных видов: например, мелкая форма долгоносика Calandra granaria питается только зёрнами пшеницы, а крупная — кукурузой, гусеницы бабочек рода парнассиус питаются исключительно растениями рода Sedum (очиток).
Монофагия также свойственна филлоксере и другим тлям.
Встречается также среди паразитов животных — например, нематода Cystoopsis acipenseris паразитирует исключительно в стерляди, а сосальщик Anchylodiscus siluri только у сома. Данный тип специализации питания также характерен для ряда равноногих раков, а также кровососущих паразитов — клещей, блох.
Среди позвоночных наблюдается у некоторых фитофагов, например пальмовый гриф (Gypohierax angolensis) питается плодами только масличной пальмы, многие виды колибри питаются нектаром цветков только определённых видов растений. Большая панда питается исключительно молодыми побегами нескольких видов бамбука.
Животные-монофаги в большинстве случаев либо активны в разыскивании предпочитаемой пищи, либо, наоборот, крайне пассивны и питаются малоценной, но легкодоступной для них пищей.